# Giorgio Tinazzi
Giorgio Tinazzi (Milán, 21 de junio de 1934-Alessandria, 18 de febrero de 2016) fue un futbolista italiano que jugaba en la demarcación de centrocampista.

## Biografía
Debutó como futbolista en la temporada 1954/1955 con el Inter de Milán el 1 de mayo de 1955 en un partido contra el Catania Calcio que acabó con un resultado de 3-0. Posteriormente pasó al US Alessandria por dos temporadas en la Serie B, consiguiendo el ascenso en su última temporada con el club. En 1957 volvió al Inter para jugar en primera división y quedando en novena posición en liga. Después jugó para el Hellas Verona FC en la Serie B, para el Udinese Calcio en la Serie A y quedando eliminado en la segunda ronda de la Copa, para el Modena FC, con el que empezó jugando en segunda división, y que, tras quedar tercero en liga ascendió a la Serie A, donde jugó por dos temporadas más. Tras abandonar el Modena, en 1964 fichó por el US Palermo, equipo en el que jugó más partidos en liga con un total de 91, por tres temporadas en la Serie B. Finalmente, y tras otras tres temporadas en el AS Casale, se retiró como futbolista en 1970.
Falleció el 18 de febrero de 2016 en Alessandria a los 81 años de edad.

## Clubes
| Club             | País   | Año         | Partidos | Goles |
| ---------------- | ------ | ----------- | -------- | ----- |
| Inter de Milán   | Italia | 1954 - 1955 | 1        | 0     |
| US Alessandria   | Italia | 1955 - 1957 | 46       | 11    |
| Inter de Milán   | Italia | 1957 - 1958 | 12       | 2     |
| Hellas Verona FC | Italia | 1958 - 1960 | 65       | 18    |
| Udinese Calcio   | Italia | 1960 - 1961 | 21       | 3     |
| Modena FC        | Italia | 1961 - 1964 | 73       | 8     |
| US Palermo       | Italia | 1964 - 1967 | 91       | 17    |
| AS Casale        | Italia | 1967 - 1970 | 87       | 11    |